# Un giorno perfetto
Pour plus de détails, voir Fiche technique et Distribution.
Un giorno perfetto est un film italien réalisé par Ferzan Özpetek, sorti en 2008.

## Synopsis
Un garde du corps au tempérament violent n'accepte pas son divorce.

## Fiche technique
- Titre : Un giorno perfetto
- Réalisation : Ferzan Özpetek
- Scénario : Sandro Petraglia et Ferzan Özpetek d'après le roman de Melania Gaia Mazzucco
- Musique : Andrea Guerra
- Photographie : Fabio Zamarion
- Montage : Patrizio Marone
- Production : Domenico Procacci
- Société de production : Fandango et Rai Cinema
- Pays :  Italie
- Genre : Drame
- Durée : 105 minutes
- Dates de sortie : 
  -  Italie : 5 septembre 2008

## Distribution
- Isabella Ferrari : Emma
- Valerio Mastandrea : Antonio
- Valerio Binasco : Elio Fioravanti
- Nicole Grimaudo : Maja
- Federico Costantini : Aris
- Monica Guerritore : Mara
- Angela Finocchiaro : Silvana
- Stefania Sandrelli : Adriana
- Nicole Murgia : Valentina
- Gabriele Paolino : Kevin
- Giulia Salerno : Camilla

## Distinctions
Le film a été présenté en sélection officielle en compétition lors de la Mostra de Venise 2008 et il a remporté le prix Pasinetti de la meilleure actrice pour Isabella Ferrari.